# Harlem Renaissance

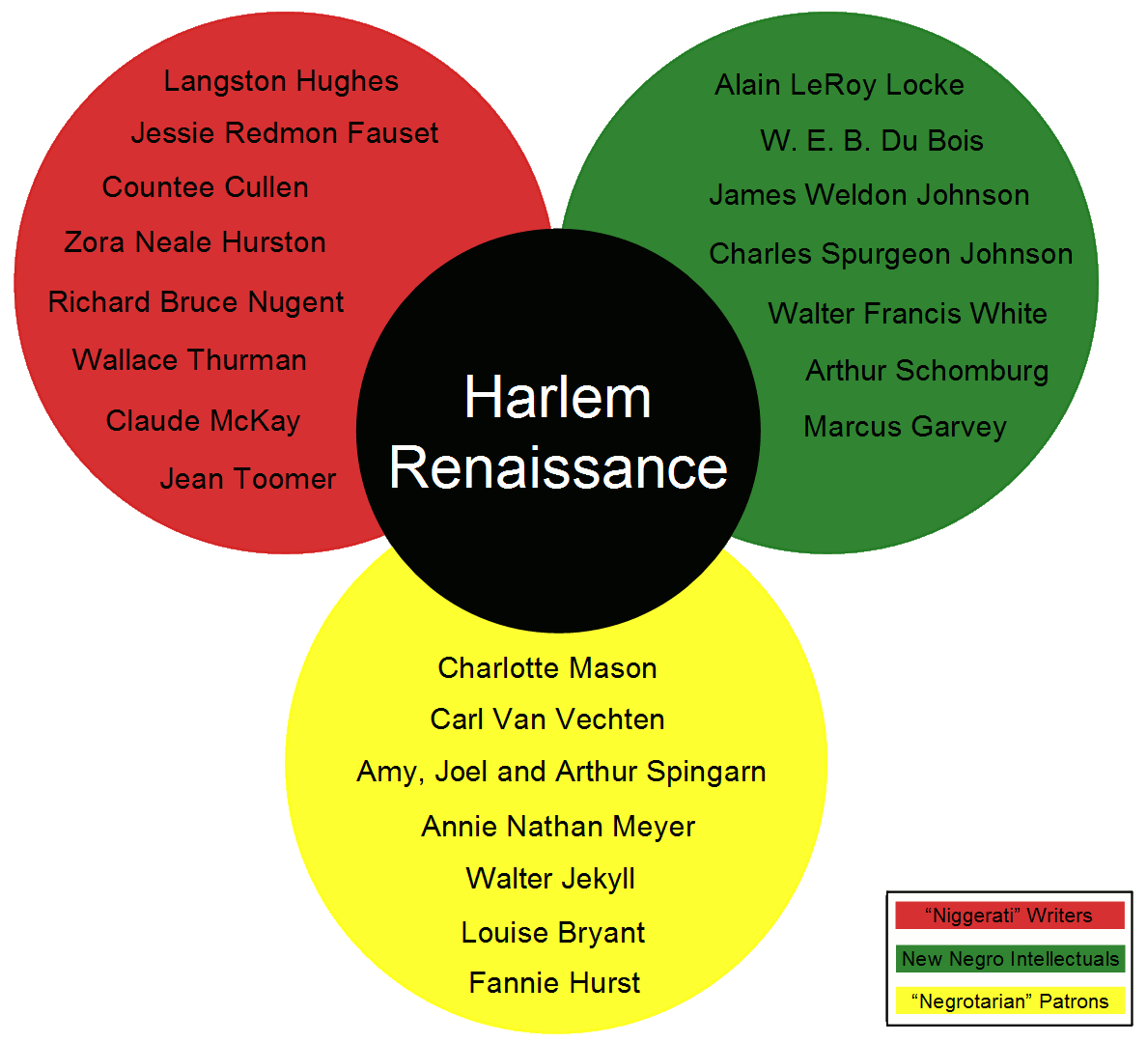
Führende Akteure der Harlem Renaissance

Die Harlem-Renaissance (auch ''New Negro Movement'' genannt) war eine literarische und künstlerische Bewegung afroamerikanischer Schriftsteller und Künstler zwischen 1919 und 1934. Obwohl sich die Bewegung vornehmlich auf New York City und das Stadtviertel Harlem beschränkte, war ihr Einfluss weltweit bedeutend.

## Geschichte
Die Harlem Renaissance war die erste Blüte afroamerikanischer Kunst, die über vereinzelte Werke hinausging. Ausgelöst wurde sie, ähnlich dem Jazz-Zeitalter, durch die massenhafte Abwanderung schwarzer US-Amerikaner aus den ländlichen Südstaaten in den urbanen Norden (Great Migration) und die Entstehung einer schwarzen Mittelschicht im New Yorker Stadtviertel Harlem.
Grundlegend für die Bewegung war die von Alain LeRoy Locke herausgegebene Anthologie The New Negro (1925), mit literarischen Beiträgen von 34 Autoren, davon 4 Weißen. In seinem Vorwort bezeichnete Locke das Werk als „unsere geistige Unabhängigkeitserklärung“. In der Kunst der Harlem Renaissance spielen afrikanische Überlieferungen, afroamerikanische Traditionen sowie Blues und Jazz eine große Rolle. Auch weiße Autoren, allen voran der Journalist und Fotograf Carl Van Vechten, förderten die Bewegung und wurden von ihr beeinflusst. Die Mäzenin Charlotte Mason beschäftigte und förderte eine Reihe von Künstlern, hatte aber auch ein eigenes Verständnis der indianischen und afroamerikanischen Kultur. Im November 1926 verlieh die junge Generation der Schriftsteller mit der einzigen Ausgabe des Magazins Fire!! ihrer Stimme Gehör.
Obwohl die Bewegung grundsätzlich unpolitisch war, fällt sie mit den Anfängen der Bürgerrechtsbewegung zusammen und bildete einen Kontrast zu den vorherrschenden Jim-Crow-Gesetzen. Viele Künstler waren von Marcus Garveys Schwarzem Nationalismus beeinflusst. Mit der Zeit kam es zu Meinungsverschiedenheiten zwischen W. E. B. Du Bois und Walter White auf der einen Seite, für die es keine unpolitische Kunst geben konnte, und Künstlern wie Langston Hughes auf der anderen, die den Ansatz „Kunst um der Kunst Willen“ vertraten. Locke vertrat eine Art Meliorismus und war der Ansicht, dass Kunst das Leben verbessern könne. Für den Historiker David Levering Lewis war die Harlem Renaissance ein Versuch, „Bürgerrechte mit Urheberrechten“ zu erreichen.
Die Harlem Renaissance beeinflusste die Negritude-Bewegung der 1940er und 1950er Jahre sowie das Black Arts Movement in den 1960ern.

## Künstler

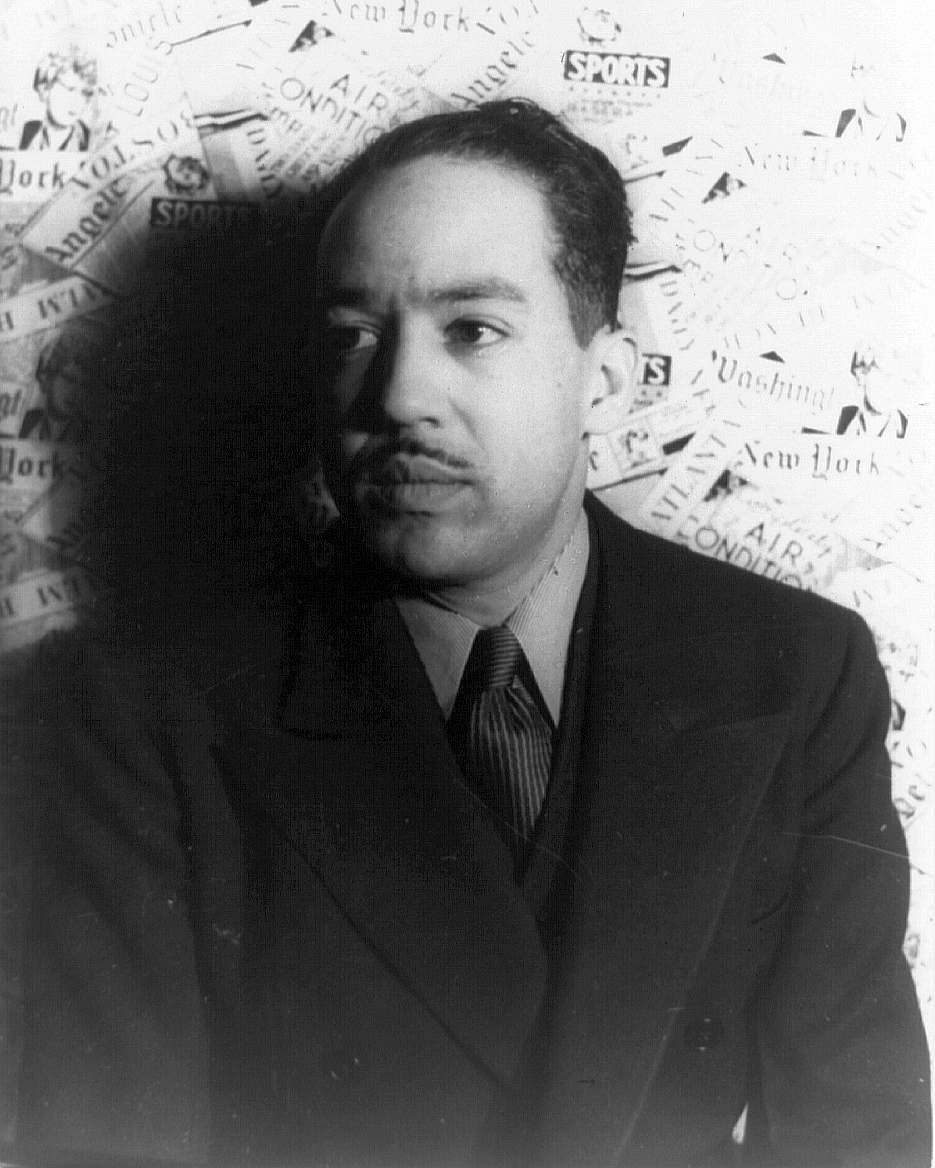
Langston Hughes (van Vechten, 1936)

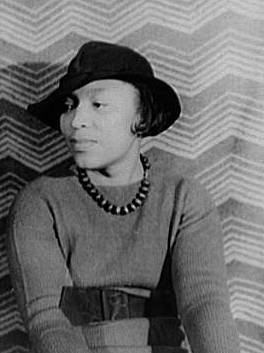
Zora Neale Hurston (van Vechten, 1938)

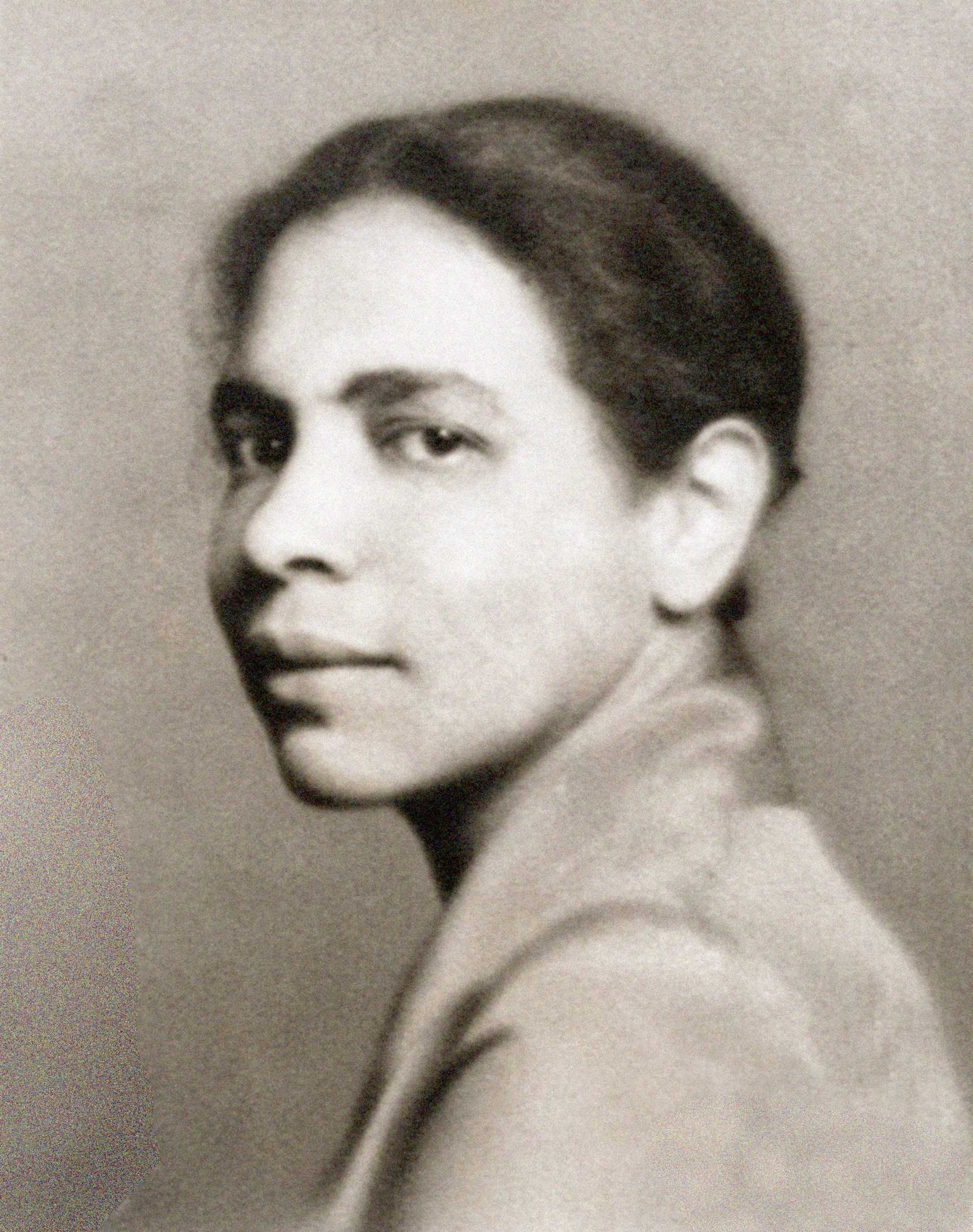
Nella Larsen (1928)

### Schriftsteller
- Gwendolyn Bennett
- Arna Bontemps
- Sterling A. Brown
- Countee Cullen
- W. E. B. Du Bois
- Georgia Douglas Johnson
- Jessie Redmon Fauset
- Rudolph Fisher
- Langston Hughes
- Zora Neale Hurston
- Helene Johnson
- James Weldon Johnson
- Nella Larsen
- Claude McKay
- Richard Bruce Nugent
- Esther Popel
- Anne Spencer
- Wallace Thurman
- Jean Toomer
- Dorothy West
- Angelina Weld Grimké
- Alice Dunbar-Nelson

### Bildende Künstler
- Richmond Barthé
- Aaron Douglas
- Palmer Hayden
- William H. Johnson
- Lois Mailou Jones
- Augusta Savage
- James Van Der Zee
- Miguel Covarrubias
- Sargent Johnson
- Hale Woodruff
- Meta Vaux Warrick Fuller

### Musiker
- Josephine Baker
- Louis Armstrong
- Duke Ellington
- Bessie Smith
- Billie Holiday
- Cab Calloway
- Gladys Bentley
- Paul Robeson
- Chick Webb
- Fats Waller
- Jelly Roll Morton
- Willie The Lion Smith

### Weitere
- Charlotte Mason
- Arthur Schomburg
- Carl Van Vechten
- Walter Francis White
- Josh Robertson Jr.

## Veranstaltungsorte
- Barron Wilkins’ Exclusive Club
- Connie’s Inn
- Cotton Club
- Civic Club / Estonian House
- Small’s Paradise